# تيتي (سردينيا)
تيتي، (بالإنجليزية:  Teti)‏، هي بلدية في مقاطعة نوورو في إقليم سردينيا الإيطالي، وتقع على بعد حوالي 100 كيلومتر (62 ميل) شمال كالياري، وحوالي 30 كم (19 ميل) جنوب غرب نوورو. اعتبارا من 31 ديسمبر 2004، كان عدد سكانها 784 وتبلغ مساحتها 43.9 كيلومتر مربع (16.9 ميل مربع). 

## السكان
في سنة 1861 بلغ عدد السكان 445 نسمة، وتطور العدد ليصل في سنة 2011 لـ 690 نسمة.
يظهر هذا المخطط البياني تطور النمو السكاني لـ تيتي (سردينيا)